# ダリアス・マーティン
- ダリウス・マーティン

ダリアス・マーティン（Darius Martin, 1999年9月20日 - ）は、アメリカ合衆国ミネソタ州ミネアポリス出身のプロレスラー。AEW所属。弟のダンテ・マーティンも同じくAEW所属のプロレスラー。

## 経歴

### キャリア初期
弟のダンテ・マーティンと共にケン・アンダーソンのもとでトレーニングを行い、2016年にダンテとの兄弟タッグチーム「トップ・フライト」でデビュー。当初はエア・ウルフのリングネームで覆面レスラーとして活動していた。

### AEW / ROH
2020年10月27日にAEWに初登場。11月18日のAEWダイナマイトにてタッグマッチでヤング・バックスに敗れた。同月23日、AEWと正式に契約したことが発表された。
2021年2月に前十字靱帯を断裂して長期離脱した。
2022年3月2日のダイナマイトにて復帰するも、4月に交通事故で負傷し、再び離脱した。11月13日に復帰し、FTRの持つROH世界タッグ王座に挑戦したが、敗れた。16日にはARフォックスを加えてAEW世界トリオ王座に挑戦したが、敗れた。12月10日にはROHに初登場し、タッグマッチでマット・ターバン、マイク・ベネットに勝利した。21日のダイナマイトではAEWで初となるシングルマッチを行い、ジョン・モクスリーに敗れた。12月23日にはダンテ、ARフォックスと共にトリオチームによるバトルロイヤルに出場して優勝し、賞金30万ドルを獲得した。　
その後はザ・ブラックプール・コンバット・クラブ（BCC）と抗争を繰り広げ、2023年1月16日にはトリプルスレットのタッグマッチで勝利した。4月にダンテが足を負傷して離脱。その間はARフォックス、アクション・アンドレッティとタッグを組み、6月15日にはブライアン・ケイジらの持つROH世界6人タッグ王座に挑戦したが、敗れた。翌日のダイナマイトではサミー・ゲバラ、鈴木みのる、クリス・ジェリコと6人タッグマッチを行ったが、またしても敗れた。11月にダンテが復帰した。

## 獲得タイトル
AEW
- カジノ・トリオズロイヤル優勝：1回（2022年）

w / ダンテ・マーティン、ARフォックス
カナディアン・レスリング・エリート
- CWEジュニアヘビー級王座：1回

チカラ
- レイ・デ・ボラドレス優勝：1回（2018年）

F1RSTレスリング
- F1RSTレスリング・レッスルパローザ王座：1回

GALLIルチャリブレ
- コパ・バラドレス優勝：1回（2019年）

グローリー・プロレスルジェンス
- グローリー・プロレスルジェンス王座：1回

グローリー・プロレスリング
- ユナイテッド・グローリータッグチーム王座

w / エンジェル・ドラド
- ゲートウェイ・トゥ・グローリートーナメント優勝：1回（2018年）

ヘビー・オン・レスリング
- HOWアンディスピューティッド王座：2回

インディペンデント・レスリング・インターナショナル
- IWIタッグチーム王座：1回

w / エンジェル・ドラド
プロレスリング・バトルグラウンド
- PWBバトルグラウンド王座：1回
- PWBブレイクアウト王座：1回